# Горгуль Павло Борисович
Павло́ Бори́сович Горгуль — сержант Збройних сил України.

## З життєпису
Обчислювач мінометної батареї аеромобільно-десантного батальйону, 79-та аеромобільна бригада.
Демобілізувався, перебуваючи в селі Садове Снігурівського району, врятував життя подружжю пенсіонерів, котрих побив власний син, надав їм кваліфіковану медичну допомогу.

## Нагороди
31 жовтня 2014 року за особисту мужність і героїзм, виявлені у захисті державного суверенітету та територіальної цілісності України, вірність військовій присязі під час російсько-української війни, відзначений — нагороджений орденом «За мужність» III ступеня.